# August Sartori (Pädagoge)
August Heinrich Andreas Sartori (* 9. August 1827 in Schlutup; † 20. Mai 1908 in Lübeck) war ein deutscher Pädagoge und in vielfältiger Weise in seiner Heimatstadt Lübeck bürgerschaftlich engagiert.

## Leben und Werk
August Sartori war der Sohn  von Gottfried Andreas Sartori (1797–1873), dem Pastor der Schlutuper St. Andreas-Kirche. Er wuchs in Nusse, der damaligen Lübeckischen Exklave auf, wohin sein Vater 1828 als Pastor berufen worden war. Theodor Sartori war sein jüngerer Bruder, der Reeder August Sartori (Reeder) war sein Cousin. Nach dem Besuch des Katharineums bis Michaelis 1847 studierte er Evangelische Theologie in Jena und Halle, wo er Mitglied der Corps Thuringia Jena und Guestphalia Halle wurde.
Nach Lübeck zurückgekehrt bestand er vor der Prüfungskommission des Geistlichen Ministeriums der Stadt 1853 die Amtsprüfung und wurde Kandidat des E. Ehrw. Ministeriums. Die so erlangte Anstellungsfähigkeit beschränkte sich damals aber nur auf die Lübecker Landeskirche. Somit hatten die Kandidaten zu warten, bis eine Pfarrstelle frei geworden war und sich bis dahin eine Beschäftigung, die zumeist eine als Hauslehrer oder vorübergehender Lehrer an Schulen war, zu suchen. 1856 erhielt er eine feste Anstellung als Oberlehrer am Katharineum. Er blieb daneben noch lange Kandidat der Theologie, um seinem Vater Vertretung und Unterstützung im Amt gewähren zu können.
Am 4. Januar 1874 begannen die Wahlpredigten für die erledigte Pfarrei von Nusse. Dies war die größte lübeckische Landgemeinde. Oberlehrer Satori hatte verzichtet und die Kandidaten Reimpell und Tischler sich nicht gemeldet. Nach Carl J. Amann und Mertens predigte am 18. Lindenberg gefolgt von Theodor Zietz, ab 1876 St. Petri, und Holm.
1880 erwählte ihn der Senat zum Professor am Katharineum und berief ihn damit nach der zu diesem Zeitpunkt noch geltenden Bestimmung in eine der vier höchsten Lehrerstellen des Gymnasiums, während später die Bezeichnung Professor lediglich eine dienstälteren Oberlehrern zuteilwerdende Auszeichnung wurde.
Neben seinem Lehramt, in dem er Generationen von Schülern prägte,  war Sartori in unterschiedlichen Funktionen gesellschaftlich engagiert. Die Gesellschaft zur Beförderung gemeinnütziger Tätigkeit hat kein eifrigeres Mitglied gehabt als ihn. Er hielt zahlreiche Vorträge, war Mitbegründer der Geographischen Gesellschaft und seit 1882 Mitglied der Vorsteherschaft des Lübeckischen Lehrerseminar, das er von 1885 bis 1894 als Direktor leitete. In der Gemeinnützigen war er von  1877 bis 1880 Direktor und zwei sechsjährige Amtsperioden lang Mitglied ihrer Vorsteherschaft. Durch die Verleihung ihrer Denkmünze in Gold an ihrem hundertjährigen Stiftungsfest, zusammen mit Wilhelm Brehmer und Adolph Hach, hat die Gesellschaft ihm ihren Dank für seine gemeinnützige Tätigkeit ausgesprochen.
Schon früh war Sartori Mitglied im Redaktionsausschuss der Neuen Lübeckischen Blätter geworden. Nach einer Krise 1859, die kurzfristig zur Einstellung des Blattes führten, gründete Sartori zusammen mit dem Verleger Rahtgens schon nach wenigen Wochen die Lübeckischen Blätter und war dreißig Jahre lang gemeinsam mit Rahtgens ihr Herausgeber bis zu ihrer Übernahme durch die Gesellschaft zur Beförderung gemeinnütziger Tätigkeit. Unter seiner Leitung wurde die Zeitschrift zum führenden Diskussionsforum des Lübecker Bildungsbürgertums.
Von ihm verfasste Artikel erschienen in den Lübeckischen Blättern unter der Chiffre 514.
Dreißig Jahre lang, von 1865 bis 1895, gehörte er der Lübecker Bürgerschaft an. Viele Jahre hindurch war er Mitglied des Kirchenvorstands der Marienkirche. Als 1895 die lange auch von ihm erstrebte Synodalverfassung für die [[Evangelisch-Lutherische Kirch
e in Lübeck]] eingeführt wurde, war er einer der ersten Synodalen.
Seit 1850 Mitglied der Lübecker Freimaurerloge Zur Weltkugel, war er 1879–1898 ihr Meister vom Stuhl.
Sartoris Hauptschaffenszeit lag in den 1870er und 1880er Jahren; in dieser Zeit sei, so sein Nachruf, überhaupt kaum ein gemeinnütziges und patriotisches Unternehmen in Lübeck gegründet worden, das nicht Wert darauf gelegt hätte, ihn zu seiner Gründung mit heranzuziehen, wenn er nicht etwa selbst zu dieser die Anregung gegeben hatte. 1898 ließ er sich pensionieren und zog sich aus dem öffentlichen Leben zurück. Er verabschiedete sich aus dem Schuldienst mit einer bemerkenswerten Schulprogramm-Abhandlung Die Psychologie als Unterrichtsgegenstand in der Prima, einer der ersten Untersuchungen zu diesem Gebiet. Zu seinen letzten Abiturienten 1898 zählten Gustav Radbruch, Gustav Brecht, Friedrich Brutzer, Fritz Behn und Hermann Link.
Sein Sohn Paul Sartori wurde ein bekannter Volkskundler.
In dem Roman Buddenbrooks (1901), für den Thomas Mann 1929 den Literaturnobelpreis erhielt, diente August Sartori als Vorbild für die Figur des Lateinlehrers Pastor Hirte.

## Schriften
- Ueber den Laodicenserbrief: eine exegetisch-kritische Abhandlung. Lübeck: Dittmer 1853
- Zur Erinnerung an die fünfundzwanzigjährige Jubelfeier des theologischen Vereins in Lübeck. Lübeck: Rathgens 1854
- Die christlichen und mit der christlichen Kirche zusammenhängenden Secten. Lübeck: Boldemann 1855
- Bürgermeister Bernhard Heinrich Frister, Dr. jur. utr. Lübeck: Rahtgens 1861
- Die Stellung Jesu zu den Parteien seiner Zeit. Lübeck 1868
- Einige Bemerkungen über den Gebrauch des Relativpronomens im Deutschen. Schulprogramm des Katharineums 1882 (Digitalisat)
- Das Lübeckische Schullehrerseminar: 1807–1889 Lübeck 1889
- Die Psychologie als Unterrichtsgegenstand in der Prima. Schulprogramm des Katharineums 1898 (Digitalisat)